# BMW Vision ConnectedDrive
Der BMW Vision ConnectedDrive ist ein Konzeptfahrzeug das vom deutschen Automobil- und Motorradhersteller BMW entwickelt wurde und 2011 beim Autosalon in Genf Weltpremiere feierte. Für dieses Konzeptfahrzeug ist keine Serienfertigung geplant.

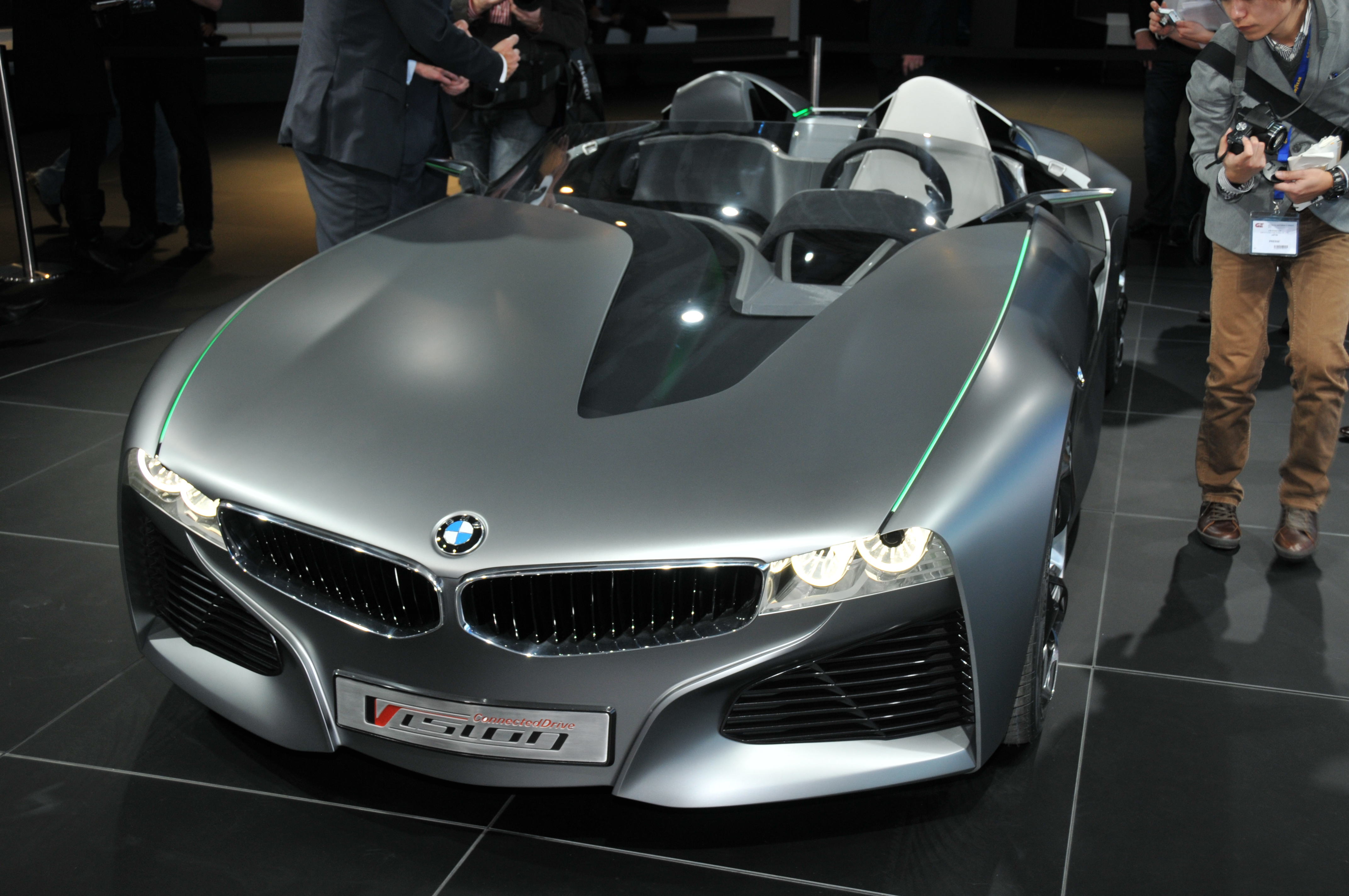
BMW Vision ConnectedDrive auf dem Automobilsalon Genf 2011

## Konzept
Der BMW Vision ConnectedDrive ist eine Designstudie, mit der man den aktuellen Forschungsstand zu Zukunftstechnologien im Bereich vernetztes Fahren ein Gesicht geben will. Neben neuartigen Anzeige- und Bedienkonzepten steht der Informationsfluss zwischen Fahrer, Fahrzeug und Umwelt im Fokus. 

## Design
Im Gegensatz zum BMW Vision Efficient Dynamics hat sich das Designerteam rund um Adrian van Hooydonk für ein offenes Roadster-Konzept entschieden. Das Design stammt von Juliane Blasi.

### Exterieur
Beim Exterieur des Vision ConnectedDrive fällt auf, dass man neben der aktuellen BMW typischen Formensprache auch Designelemente des Z1, wie beispielsweise die versenkbaren Türen, wiederfindet. Neben unverwechselbaren Roadsterproportionen, wie der langen Motorhaube und der weit nach hinten versetzten Fahrgastzelle, soll der sportliche Charakter durch eine flache Silhouette und 20-Zoll-Felgen unterstrichen werden.
Besonders auffällig ist die Lichtinszenierung, die man sowohl im Exterieur als auch im Interieur findet. Beginnend vom „Cone of Vision“ bis hin zur Heckpartie umschließen den Fahrer (und auch Beifahrer) Lichtleiter, die entweder Rot, Blau oder Grün leuchten. In die Front- und Heckleuchten sind Sensoren eingebaut, welche die Umgebung permanent überwachen und mit anderen Fahrzeugen kommunizieren. So soll der Fahrer vor möglichen Gefahrensituationen gewarnt werden.

### Interieur
BMW stellt bei dieser Vision den Fahrer klar in den Mittelpunkt. So wurde das Fahrzeug bzw. die Funktionen rund um Fahrer und Beifahrer konzipiert. Eine weitere Besonderheit ist das sogenannte „Layer-Design“. Bei dem Vision ConnectedDrive ist der Innenraum in die drei Ebenen Komfort, Infotainment und Sicherheit gegliedert. Diese Gliederung erfolgte nicht willkürlich, sondern soll jeweils einen Themenbereich von BMW ConnectedDrive repräsentieren. Die Lichtleiter unterstreichen dies durch die Farbgebung Grün (Komfort), Blau (Infotainment) und Orange (Sicherheit).
Neben frei programmierbaren Anzeigeelementen und einem Head-Up-Display gibt es auch eine Touchscreen für den Beifahrer der situations- und umgebungsgerechte Informationen liefert. BMW nennt dieses Konzept „Emotional Browser“.

## Technik
Sensoren die am Fahrzeug angebracht sind dienen der Kommunikation des Fahrzeugs mit seiner Umgebung. Funktionen wie die Mikronavigation oder der „Emotional Browser“, der auf sogenannten Location Based Services basiert, zeigen wie das Autofahren in der Zukunft aussehen könnte. Zusätzlich spielt die Einbindung von Smartphones sowie Internet im Fahrzeug eine bedeutende Rolle. 